# Hermaeophaga mercurialis
Hermaeophaga mercurialis är en skalbaggsart som först beskrevs av Fabricius 1792.  Hermaeophaga mercurialis ingår i släktet Hermaeophaga, och familjen bladbaggar. Enligt den svenska rödlistan är arten nära hotad i Sverige. Arten förekommer i Götaland. Artens livsmiljö är skogslandskap.

## Bildgalleri

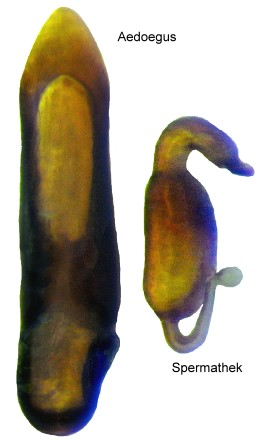